# Nati nel 1753
| Questa pagina contiene informazioni ricavate automaticamente dalle voci biografiche con l'ausilio del template Bio e di un bot. L'aggiornamento è periodico e automatico e ricostruisce completamente la pagina. Se manca una persona in questa lista, sei pregato di non aggiungerla, ma accertati piuttosto che la sua voce biografica contenga il template Bio e che i dati anagrafici siano correttamente compilati. Se il template Bio manca, inseriscilo tu stesso o, in alternativa, metti l'avviso {{tmp\|Bio}} che ne segnala la mancanza. Se i dati riportati sono sbagliati, correggi direttamente la voce biografica; le modifiche saranno visibili in questa lista entro pochi giorni. Per chiarimenti vedi il progetto biografie. La lista contiene solo le 169 persone che sono citate nell'enciclopedia e per le quali è stato implementato correttamente il template Bio. Pagina aggiornata al 10 lug 2025. |

## Gennaio(7)
- 9 gennaio - Luísa Todi, mezzosoprano portoghese († 1833)
- 12 gennaio - Giovanni Leonardo Marugj, medico italiano († 1836)
- 12 gennaio - Bernhard von Eskeles, banchiere austriaco († 1839)
- 13 gennaio - Bartolomeo Gandolfi, fisico, chimico e naturalista italiano († 1824)
- 14 gennaio - Jan Chrystian Kamsetzer, architetto e pittore tedesco († 1795)
- 23 gennaio - Giuseppe Maria Giovene, naturalista, agronomo e meteorologo italiano († 1837)
- 26 gennaio - Elizabeth Hamilton, nobildonna scozzese († 1797)

## Febbraio(12)
- 1º febbraio - Franz Paul Grua, compositore e violinista tedesco († 1833)
- 2 febbraio - Catherine Hübscher, nobildonna francese († 1835)
- 2 febbraio - Giacomo Raffaelli, artista italiano († 1836)
- 3 febbraio - Jean Nicolas Stofflet, generale francese († 1796)
- 6 febbraio - Évariste de Parny, poeta francese († 1814)
- 7 febbraio - Ugo di Basseville, giornalista, diplomatico e rivoluzionario francese († 1793)
- 7 febbraio - Rhijnvis Feith, scrittore e poeta olandese († 1824)
- 9 febbraio - Alessandro Tommasini, arcivescovo cattolico italiano († 1826)
- 12 febbraio - François-Paul Brueys D'Aigalliers, ammiraglio francese († 1798)
- 24 febbraio - Henri-Pierre Danloux, pittore francese († 1809)
- 25 febbraio - Johann Karl Christoph Nachtigal, teologo tedesco († 1819)
- 25 febbraio - Frances Twysden, nobildonna inglese († 1821)

## Marzo(15)
- 4 marzo - Károly Zichy, nobile, politico e magistrato ungherese († 1826)
- 6 marzo - Jean-Baptiste Kléber, generale francese († 1800)
- 6 marzo - Francesco Melzi d'Eril, nobile e politico italiano († 1816)
- 8 marzo - William Roscoe, storico e poeta inglese († 1831)
- 12 marzo - Hugh Fortescue, I conte di Fortescue, nobile inglese († 1841)
- 12 marzo - Jean-Denis Lanjuinais, politico, rivoluzionario e scrittore francese († 1827)
- 12 marzo - Justus Christian Loder, chirurgo e anatomista tedesco († 1832)
- 12 marzo - Franz Volkmar Reinhard, teologo tedesco († 1812)
- 13 marzo - James Gunn, politico e generale statunitense († 1801)
- 13 marzo - Luisa Maria Adelaide di Borbone, nobile francese († 1821)
- 15 marzo - Richard Varick, politico e avvocato statunitense († 1831)
- 17 marzo - Charles Stanhope, III conte di Harrington, nobile e ufficiale inglese († 1829)
- 26 marzo - Benjamin Thompson, fisico e ingegnere statunitense († 1814)
- 27 marzo - Andrew Bell, prete scozzese († 1832)
- 30 marzo - Nikolaj Sergeevič Volkonskij, generale e ambasciatore russo († 1821)

## Aprile(10)
- 1º aprile - Joseph de Maistre, filosofo, politico e diplomatico italiano († 1821)
- 3 aprile - Jean-François Delacroix, politico francese († 1794)
- 10 aprile - Giovanni Marchetti, arcivescovo cattolico italiano († 1829)
- 10 aprile - Matteo Procopio, filologo, presbitero e letterato italiano († 1811)
- 12 aprile - Joseph Philippe François Deleuze, naturalista e botanico francese († 1835)
- 18 aprile - George Townshend, II marchese Townshend, nobile e politico inglese († 1811)
- 23 aprile - François Joseph Bouvet de Précourt, ammiraglio francese († 1832)
- 26 aprile - Pierre César Charles de Sercey, ammiraglio francese († 1836)
- 27 aprile - François Palamède de Suffren, botanico francese († 1824)
- 28 aprile - Franz Karl Achard, scienziato tedesco († 1821)

## Maggio(8)
- 1º maggio - Jacques Alexis Thuriot, politico, avvocato e rivoluzionario francese († 1829)
- 4 maggio - Nikolaj Aleksandrovič L'vov, architetto, poeta e etnografo russo († 1803)
- 8 maggio - Miguel Hidalgo y Costilla, rivoluzionario e religioso messicano († 1811)
- 8 maggio - Phillis Wheatley, poetessa statunitense († 1784)
- 12 maggio - Agustín Esteve, pittore e incisore spagnolo
- 13 maggio - Lazare Carnot, generale, matematico e fisico francese († 1823)
- 25 maggio - Carlo Imbonati, nobile italiano († 1805)
- 31 maggio - Pierre Victurnien Vergniaud, avvocato, politico e rivoluzionario francese († 1793)

## Giugno(14)
- 4 giugno - Carlo Fea, archeologo e collezionista d'arte italiano († 1836)
- 4 giugno - Johann Philipp Gabler, teologo tedesco († 1826)
- 5 giugno - Johann Friedrich August Göttling, chimico tedesco († 1809)
- 8 giugno - August Friedrich Wilhelm Crome, economista e statistico tedesco († 1833)
- 9 giugno - André Dutertre, pittore e disegnatore francese († 1842)
- 10 giugno - William Eustis, politico e statistico statunitense († 1825)
- 13 giugno - Johan Afzelius, chimico svedese († 1837)
- 14 giugno - Luigi I d'Assia, sovrano tedesco († 1830)
- 17 giugno - George Nugent-Temple-Grenville, I marchese di Buckingham, giurista e politico britannico († 1813)
- 20 giugno - Michel-Jean Borch, naturalista polacco († 1810)
- 24 giugno - William Hull, generale e politico statunitense († 1825)
- 26 giugno - Antoine Rivaroli, scrittore, giornalista e aforista francese († 1801)
- 28 giugno - Anton Stadler, clarinettista austriaco († 1812)
- 30 giugno - Gabriele Maria Gravina, arcivescovo cattolico italiano († 1840)

## Luglio(9)
- 4 luglio - Jean-Pierre Blanchard, pioniere dell'aviazione e inventore francese († 1809)
- 5 luglio - Charles Hamilton, VIII conte di Haddington, nobile scozzese († 1828)
- 9 luglio - William Waldegrave, I barone Radstock, ammiraglio inglese († 1825)
- 18 luglio - Maria Anna di Zweibrücken-Birkenfeld, principessa tedesca († 1824)
- 19 luglio - Romoaldo Braschi-Onesti, cardinale italiano († 1817)
- 20 luglio - Giovanni Motta, pittore italiano († 1817)
- 25 luglio - Santiago de Liniers, militare, ammiraglio e politico argentino († 1810)
- 27 luglio - Christian Jakob Kraus, linguista e bibliotecario tedesco († 1807)
- 27 luglio - Andrea Mazzitelli, militare e marinaio italiano († 1800)

## Agosto(16)
- 3 agosto - Charles Stanhope, III conte di Stanhope, nobile, scienziato e ambasciatore britannico († 1816)
- 4 agosto - Aurelio de' Giorgi Bertola, poeta e scrittore italiano († 1798)
- 6 agosto - Pierre Cuillier-Perron, militare e avventuriero francese († 1834)
- 8 agosto - Matvej Ivanovič Platov, generale russo († 1818)
- 8 agosto - José Justo Salcedo y Arauco, ammiraglio spagnolo († 1825)
- 10 agosto - François Aimé Louis Dumoulin, disegnatore, pittore e incisore svizzero († 1834)
- 10 agosto - Edmund Randolph, politico statunitense († 1813)
- 12 agosto - Thomas Bewick, incisore inglese († 1828)
- 14 agosto - Christoph Kaufmann, filosofo e medico svizzero († 1795)
- 17 agosto - Josef Dobrovský, filologo, storico e slavista ceco († 1829)
- 19 agosto - Giovanni Amat Malliano, generale italiano († 1833)
- 19 agosto - Anne Nompar de Caumont, nobildonna francese († 1842)
- 24 agosto - Louis-Marie de La Révellière-Lépeaux, politico francese († 1824)
- 24 agosto - Aleksandr Michajlovič Rimskij-Korsakov, generale russo († 1840)
- 26 agosto - Giuseppina Teresa di Lorena-Armagnac, principessa († 1797)
- 30 agosto - Auguste Marie Raymond d'Arenberg, generale belga († 1833)

## Settembre(11)
- 2 settembre - Maria Giuseppina di Savoia, principessa († 1810)
- 2 settembre - John Borlase Warren, ammiraglio e politico britannico († 1822)
- 6 settembre - Marzio Mastrilli, politico e diplomatico italiano († 1833)
- 10 settembre - John Soane, architetto inglese († 1837)
- 11 settembre - Giovanni Antonio Antolini, architetto, ingegnere e urbanista italiano († 1841)
- 14 settembre - Louis-François-Sébastien Fauvel, pittore, diplomatico e archeologo francese († 1838)
- 15 settembre - Filippo Filonardi, arcivescovo cattolico italiano († 1834)
- 16 settembre - Märta Helena Reenstierna, scrittrice svedese († 1841)
- 17 settembre - Georg Christian Knapp, teologo tedesco († 1825)
- 25 settembre - Giovanni Battista Canaveri, vescovo cattolico italiano († 1811)
- 28 settembre - Jean-François Pagès des Huttes, nobile e militare francese († 1789)

## Ottobre(10)
- 4 ottobre - Anna Heinel, ballerina tedesca († 1808)
- 8 ottobre - Sofia Albertina di Svezia, principessa e religiosa svedese († 1829)
- 11 ottobre - Federico di Danimarca, nobile danese († 1805)
- 18 ottobre - Jean-Jacques Régis de Cambacérès, giurista e politico francese († 1824)
- 19 ottobre - Carolina Ulrica Amalia di Sassonia-Coburgo-Saalfeld, principessa († 1829)
- 21 ottobre - Eugenio Ilarione di Savoia-Carignano, principe († 1785)
- 23 ottobre - Rosario Gregorio, storico italiano († 1809)
- 25 ottobre - Ottavio Assarotti, religioso e teologo italiano († 1829)
- 29 ottobre - Nicola Fergola, matematico italiano († 1824)
- 29 ottobre - Charlotte Stuart, duchessa di Albany, nobile scozzese († 1789)

## Novembre(17)
- 1º novembre - Félix María Calleja del Rey, militare spagnolo († 1828)
- 3 novembre - August Gottlieb Meißner, commediografo e scrittore tedesco († 1807)
- 4 novembre - Wilhelm Gottlieb Becker, storico dell'arte, numismatico e scrittore tedesco († 1813)
- 4 novembre - Jean-Michel Beysser, generale francese († 1794)
- 6 novembre - George Beaumont, nobile, mecenate e collezionista d'arte britannico († 1827)
- 6 novembre - Jean-Baptiste Bréval, compositore e violoncellista francese († 1823)
- 10 novembre - Jean-Antoine-Théodore Giroust, pittore francese († 1817)
- 10 novembre - Josiah Harmar, generale statunitense († 1813)
- 13 novembre - Ippolito Pindemonte, poeta, letterato e traduttore italiano († 1828)
- 14 novembre - Johann Aloys Josef von Hügel, diplomatico e politico austriaco († 1825)
- 16 novembre - James McHenry, politico e statistico statunitense († 1816)
- 20 novembre - Louis Alexandre Berthier, generale francese († 1815)
- 21 novembre - Johann Ludwig Josef von Cobenzl, politico e diplomatico austriaco († 1809)
- 22 novembre - François Levaillant, esploratore e ornitologo francese († 1824)
- 22 novembre - Dugald Stewart, filosofo britannico († 1828)
- 23 novembre - Mathieu Dumas, generale e storico francese († 1837)
- 30 novembre - Johann Schenk, compositore austriaco († 1836)

## Dicembre(8)
- 3 dicembre - Samuel Crompton, inventore britannico († 1827)
- 9 dicembre - Jean-Claude Naigeon, pittore francese († 1832)
- 12 dicembre - William Beechey, pittore inglese († 1839)
- 13 dicembre - Giuseppe Avanzini, matematico e fisico italiano († 1827)
- 21 dicembre - Robert Crown, ammiraglio russo († 1841)
- 25 dicembre - Emmanuel Henri Louis Alexandre de Launay, politico francese († 1812)
- 25 dicembre - María Manuela Pignatelli de Aragón y Gonzaga, nobile spagnola († 1816)
- 28 dicembre - Johann Friedrich Hahn, poeta tedesco († 1779)

## Senza giorno specificato(32)
- Barthélémy Aréna, politico francese († 1832)
- Giuseppe Antonio Bonato, botanico italiano († 1836)
- Benjamin Brain, pugile inglese († 1794)
- Francesco Canaveri, medico e anatomista italiano († 1836)
- Charles Stuart, generale scozzese († 1801)
- Claude-Louis Châtelet, pittore, disegnatore e incisore francese († 1795)
- Nicolas Dalayrac, compositore francese († 1809)
- Martino De Boni, pittore italiano
- Antoine Deparcieux, matematico francese († 1799)
- Francesco Paolo Di Blasi, patriota e giurista italiano († 1795)
- Panedigrano, militare italiano († 1828)
- George Hay, VII marchese di Tweeddale, nobile scozzese († 1804)
- Elizabeth Inchbald, drammaturga, scrittrice e attrice teatrale britannica († 1821)
- Kitagawa Utamaro, pittore e disegnatore giapponese († 1806)
- Marcello Leopardi, pittore italiano († 1795)
- Pëtr Vasil'evič Lopuchin, politico russo († 1827)
- Giuseppe Mirone Pasquali, chimico e naturalista italiano († 1804)
- George Montagu, naturalista, ornitologo e militare britannico († 1815)
- Nguyen Hue, generale e imperatore vietnamita († 1792)
- William Nicholson, chimico e saggista inglese († 1815)
- Edward Pigott, astronomo britannico († 1825)
- Giuseppe Plura il Giovane, scultore inglese
- Gaetano Poggiali, editore e bibliografo italiano († 1814)
- Pomare I, re († 1803)
- Stanisław Szczęsny Potocki, nobile e politico polacco († 1805)
- Caroline Rudolphi, educatrice e poetessa tedesca († 1811)
- Juan José de Sámano y Uribarri, generale spagnolo († 1821)
- Aron Stanisavljevic von Wellenstreit, militare austriaco († 1833)
- Louis Hardouin Tarbé, politico e avvocato francese († 1806)
- Johann Friedrich Unger, editore e tipografo tedesco († 1804)
- Antonio Zuccarelli, pittore e miniaturista italiano († 1818)
- Domingo Pérez de Grandallana y Sierra, ammiraglio spagnolo († 1807)